# Jordskott
Jordskott är en svensk TV-serie från 2015 och 2017 bestående av två säsonger och 18 avsnitt. Serien hade premiär den 16 februari 2015 och visades i SVT. Den andra säsongen hade premiär 15 oktober 2017 i SVT.

## Allmänt
Skaparen och huvudregissören av serien, Henrik Björn, har beskrivit produktionen som en dramathriller. Björn har skrivit manus tillsammans med Alexander Kantsjö, Fredrik T Olsson och Dennis Magnusson. I huvudrollerna syns bland andra Moa Gammel, Richard Forsgren, Göran Ragnerstam och Ann Petrén. Andra medverkande är Happy Jankell, Johannes Brost, Peter Andersson, Lia Boysen, Hans Mosesson, Henrik Knutsson och Yohio. Serien är producerad av Filip Hammarström på Palladium Fiction. Musiken till serien är specialskriven av bland andra Erik Lewander, Olle Ljungman och Iggy Strange-Dahl från förlaget The Kennel. Ledmotivet "I Will Meet You There" (Lewander, Ljungman, Aitken, Strange-Dahl) och "Criminal" (Efraimsson, Strange-Dahl, Cechal) som användes i SVT:s reklamtrailer sjungs av en ny ung svensk artist, Ofelia (Adéle Ofelia Cechal) . 
Serien spelades till största del in i Sala under sommaren 2014. Vissa miljöbilder kommer från Ragunda kommun och Ådö säteri (i filmen beläget i den fiktiva orten Silverhöjd). Programmet vann Kristallen 2015 i kategorin Årets tv-drama.

## Handling
Kriminalkommissarien Eva Thörnblad (Moa Gammel) återvänder till sin hemstad, den lilla bruksorten Silverhöjd, sju år efter att hennes dotter Josefine försvunnit vid en sjö i skogen. Kroppen återfanns aldrig och flickan antogs ha drunknat. Nu har en pojke försvunnit spårlöst och Eva vill ta reda på om det finns en koppling till dotterns försvinnande. Samtidigt ska hon ta hand om arvet efter sin far, storföretagaren Johan Thörnblad. Sökandet efter de försvunna barnen ställer Eva inför flera svåra val, och hon får en ny bild av sin far, med anknytningar hundratals år bakåt i tiden.
Den andra säsongen tar vid två år efter den första. Kriminalkommissarien Eva Thörnblad är fortfarande nedbruten av sorg efter att ha förlorat sin dotter. För att komma bort från alla minnen hon har lämnat efter Silverhöjd och bor nu i en lägenhet i Stockholm. Hon är uppslukad av sitt arbete med att stoppa den växande människohandeln. Hon för en inre kamp mellan att använda de krafter jordskottet gav henne men att därmed konfrontera minnena om den förödelse det orsakade.

## Rollista
- Moa Gammel – Eva Thörnblad
- Amie Vestholm – Josefine
- Göran Ragnerstam – Göran Wass
- Ville Virtanen – Harry Storm
- Peter Andersson – Gustav Borén
- Vanja Blomkvist – Ylva
- Lia Boysen – Gerda Gunnarsson
- Johannes Brost – Pekka Koljonen
- Richard Forsgren – Tom Aronsson
- Hans Mosesson – Olof Gran
- Henrik Knutsson – Nicklas Gunnarsson
- Ann Petrén – Martina Sigvardsson
- Happy Jankell – Esmeralda
- Nikoletta Norrby - Maja
- Gustav Lindh – Jörgen Olsson
- Lars-Erik Berenett – Johan Thörnblad
- Bengt Braskered – Pierre Hedman
- Marianne Sand – Anette Blom
- Alba August – Lina
- Felix Engström – Thomas Leander
- Ann-Sofie Rase – Jeanette
- Anders Berg– Jakob Reisner
- Mira Gustafsson – Ida
- Jan Tiselius – Ebbe
- Christian Fiedler – Sture
- Louise Ryme – Petra
- Nour El Refai – Victoria
- Sara Turpin – Ann Kjellström
- Tellan Andersson – Tova Kjellström
- Per Graffman – Esbjörn Magnusson
- Stina Sundlöf – Skogsflickan
- Karin Bergquist – Anna-Lena Borén
- Andrea Edwards – Anette Blom
- Fredrik Lundqvist – rättsläkaren
- Tomas Laustiola – överläkaren
- Ulf Wallgren – nyhetsuppläsaren
- Johan Paulsen – Martin Dolk
- Valter Löfgren – Oscar Leander
- Matilda Ragnerstam – sjuksköterska
- Jan-Ivar Utas – Jeppe Bergman
- Zandra Andersson – Britta Lingvall
- Yohio – Linus
- Max Vobora – Eddie Olsson
- Anna Wallander – Stina Winter
- Veronica Dahlström – äldrevårdaren
- Mattias Fransson – Börje Dahlqvist
- Oldoz Javidi – sjuksköterska
- Bengt CW Carlsson – Albin
- Iwa Boman – advokaten
- Duncan Green – Frank Olsson
- Emil Almén – skyddsombudet
- Lovisa Farkas – tonårsflicka
- Sofia Skoog – tonårsflicka
- Quba – schäferhund
- Robert Djupsjö – ambulanssköterska
- Jimmy Heimersson - Lelle (Skogsarbetare)
- Malena Engström – Annika Grönvall, aktivist

## Seriens översikt
| Säsong | Avsnitt | Första sändningen | Sista sändningen |
| ------ | ------- | ----------------- | ---------------- |
| 1      | 10      | 16 februari 2015  | 20 april 2015    |
| 2      | 8       | 15 oktober 2017   | 3 december 2017  |